# Índice de paz global

Índice de Paz Global 2022 (los países que aparecen con un tono verde más intenso se clasifican como más pacíficos, los países que aparecen más rojos se clasifican como más violentos).

El índice de paz global (Global Peace Index en inglés)  es un informe elaborado por el Instituto para la Economía y la Paz (IEP) que mide la posición relativa de la paz de las naciones y regiones. El IPG clasifica 163 estados y territorios independientes (que en conjunto representan el 99.7% de la población mundial) según sus niveles de paz. En la última década, el IPG ha presentado tendencias de aumento de la violencia mundial y de disminución de la paz.
El IPG se elabora en consulta con un panel internacional de expertos en paz de institutos de paz y grupos de reflexión, con datos recogidos y cotejados por Economist Intelligence Unit. El Índice se lanzó por primera vez en mayo de 2009, y los informes posteriores se publican anualmente. En 2015 se clasificaron 165 países, frente a los 121 de 2007.  El estudio se concibió por el empresario tecnológico australiano Steve Killelea, y cuenta con el respaldo de personalidades como el ex secretario general de la ONU Kofi Annan, el Dalái lama, el arzobispo Desmond Tutu, el ex presidente de Finlandia y premio Nobel de la Paz de 2008 Martti Ahtisaari, el premio Nobel Muhammad Yunus, el economista Jeffrey Sachs, la ex presidenta de Irlanda Mary Robinson, el ex vicesecretario general de las Naciones Unidas Jan Eliasson y el ex presidente de Estados Unidos Jimmy Carter. El índice actualizado se publica cada año en actos celebrados en Londres, Washington D. C., y en la Secretaría de las Naciones Unidas en Nueva York. 
El IPG de 2025 indica que Islandia, Irlanda, Nueva Zelanda, Austria, Suiza, Singapur, Portugal, Dinamarca, Eslovenia, Finlandia, República Checa y Japón son los países más pacíficos; y que Rusia, Ucrania, Sudán, República Democrática del Congo, Yemen, Afganistán, Siria, Sudán del Sur, Israel y Mali. son los menos pacíficos. Las conclusiones a largo plazo del IPG de 2017 incluyen un mundo menos pacífico durante la última década, un deterioro del 2.14% en el nivel global de paz en la última década, una creciente desigualdad en la paz entre los países más y menos pacíficos, una reducción a largo plazo en el ámbito de la militarización del IPG y la ampliación de las consecuencias del terrorismo, con un número históricamente alto de personas muertas en incidentes terroristas en los últimos 10 años.
Las principales conclusiones del Índice de Paz Global 2017 son:
- La puntuación global del IPG de 2017 mejoró ligeramente este año debido a los avances en seis de las nueve regiones geográficas representadas. Hubo más países que mejoraron sus niveles de paz que los que se deterioraron: 93 frente a 68.
- Las actividades de consolidación de la paz pueden ser altamente rentables, proporcionando un ahorro de costes 16 veces superior al coste de la intervención.
- El coste económico mundial de la violencia fue de 14.3 billones de dólares PPA en 2016, lo que equivale al 12.6% del PIB mundial, o a 1 953 dólares por persona.
- En los entornos de baja paz, los factores más importantes están relacionados con el buen funcionamiento del gobierno, los bajos niveles de corrupción, la aceptación de los derechos de los demás y las buenas relaciones con los vecinos.
- Debido a los conflictos armados en MENA, muchos indicadores relacionados, como las muertes por conflictos internos, el número de refugiados y desplazados internos, y los conflictos internos organizados, se encuentran en niveles elevados.
- La seguridad mejoró gracias a que muchos países registraron una menor tasa de homicidios y menores niveles de terror político.

## Metodología
La investigación fue dirigida por la Unidad de Inteligencia del Economist (en inglés: Economist Intelligence Unit) en colaboración con académicos y expertos en el campo de la paz. Midieron el pacifismo de los países basándose en un amplio abanico de indicadores, en total 23 (originalmente 24 indicadores, pero uno fue eliminado en 2008). Una tabla como los mismos se encuentra abajo. En dicha tabla las siglas corresponden a los nombres en inglés de las fuentes. UCDP corresponde a Programa de Datos sobre Conflicto de Upsala respaldado por la Universidad de Upsala en Suecia; EIU es la Unidad de Inteligencia del Economist; UNSCT corresponde a la Encuesta de Tendencias y Operaciones Criminales del Sistema de Justicia Criminal de las Naciones Unidas; ICPS es el Centro Internacional de Estudios Penitenciarios del King's College del Reino Unido; IISS corresponde al Instituto Internacional de Estudios Estratégicos (la base de datos de transferencia de armamento del Instituto Internacional de Estudios para la Paz de Estocolmo o SIPRI); y BICC representa al Centro Internacional para la Conversión de Bonn.
| #  | Indicador                                                             | Fuente                 | Año(s)      | Detalles                                                                  |
| -- | --------------------------------------------------------------------- | ---------------------- | ----------- | ------------------------------------------------------------------------- |
| 1  | Número de guerras internas o externas libradas                        | UCDP                   | 2004 a 2009 | Cifra total                                                               |
| 2  | Muertos en guerras externas estimados                                 | UCDP                   | 2010        | Cifra total                                                               |
| 3  | Muertos en guerras internas estimados                                 | UCDP                   | 2010        | Cifra total                                                               |
| 4  | Nivel de conflictos internos                                          | EIU                    | 2010 a 2011 | Escala cualitativa, puntuado de 1 a 5                                     |
| 5  | Relaciones con estados limítrofes                                     | EIU                    | 2010 a 2011 | Escala cualitativa, puntuado de 1 a 5                                     |
| 6  | Nivel de criminalidad percibida en la sociedad                        | EIU                    | 2010 a 2011 | Escala cualitativa, puntuado de 1 a 5                                     |
| 7  | Número de desplazados por unidad de población                         | UNHCR & IDMC           | 2009 a 2010 | Población refugiada en función de la población de su país de origen.      |
| 8  | Inestabilidad política                                                | EIU                    | 2010 a 2011 | Escala cualitativa, puntuado de 1 a 5                                     |
| 9  | Nivel de respeto por los derechos humanos (escala de terror político) | Amnistía Internacional | 2009        | Escala cualitativa                                                        |
| 10 | Posibilidad de actos terroristas                                      | EIU                    | 2010 a 2011 | Escala cualitativa, puntuado de 1 a 5                                     |
| 11 | Número de homicidios                                                  | UNSCT                  | 2005 a 2009 | Homicidios intencionados, incluyendo infanticidio, por cada 100.000 h     |
| 12 | Nivel de criminalidad violenta                                        | EIU                    | 2010 a 2011 | Escala cualitativa, puntuado de 1 a 5                                     |
| 13 | Probabilidad de manifestaciones violentas                             | EIU                    | 2010 a 2011 | Escala cualitativa, puntuado de 1 a 5                                     |
| 14 | Número de personas encarceladas                                       | ICPS                   | 2010        | Personas encarceladas por 100,000 h                                       |
| 15 | Número de agentes de policía y cuerpos de seguridad                   | UNSCT                  | 2008 a 2010 | Agentes de seguridad civil por cada 100,000 h                             |
| 16 | Gasto militar en relación con el PIB                                  | IISS                   | 2009 a 2010 | Partidas presupuestarias para las fuerzas armadas como porcentaje del PIB |
| 17 | Número de personal militar                                            | IISS                   | 2010        | Militares a tiempo completo por 100,000 h                                 |
| 18 | Importaciones de las principales armas convencionales                 | SIPRI                  | 2009 a 2010 | Importaciones de las principales armas convencionales por 100,000 h       |
| 19 | Exportaciones de las principales armas convencionales                 | SIPRI                  | 2009 a 2010 | Exportación de las principales armas convencionales por 100,000 h         |
| 20 | Financiamiento de misiones de paz de las Naciones Unidas              | IEP                    | 2007 a 2010 | Cifra total                                                               |
| 21 | Número de armas pesadas                                               | IEP                    | 2009        | Armas por 100,000 h                                                       |
| 22 | Disponibilidad de armamento ligero                                    | EIU                    | 2010 a 2011 | Escala cualitativa, puntuado de 1 a 5                                     |
| 23 | Capacidad o sofisticación militar                                     | EIU                    | 2010 a 2011 | Escala cualitativa, puntuado de 1 a 5                                     |

Los indicadores no expresados en una escala de 1 a 5 se convirtieron usando la siguiente fórmula: x=(x-Min(x))/(Max(x)-Min(x)) donde Max(x) y Min(x) son los valores más altos y bajos para dicho indicador puntuado en el índice. Las puntuaciones entre 0 y 1 se convirtieron entonces a la escala de 1 a 5. Los indicadores individuales se midieron entonces de acuerdo con el criterio que el quipo de investigadores asignaban a su importancia. Las puntuaciones entonces se tabularon entre dos sub-índices: la paz interna equivalía al 60% de la puntuación final del país mientras que la paz exterior representaba el 40%.
Las principales conclusiones del Global Peace Index fueron:
- La paz tenía correlación con otros indicadores como los niveles de ingresos, educativos o de integración regional.
- Los países pacíficos suelen tener en común altos niveles de transparencia y bajos niveles de corrupción.
- Los países pequeños, estables y miembros de bloques regionales tienden a obtener puntuaciones más altas.[12]

Se utilizó análisis estadístico para descubrir algunos factores de pacificación más. En concreto se buscaron indicadores que, incluidos o excluidos del índice, tuviesen altos niveles de correlación con la puntuación total de los países. Se emplearon análisis estadísticos para descubrir la relación de la paz con factores como la funcionalidad de los gobiernos, el nivel de integración regional, la hostilidad hacia los extranjeros, la importancia de la religión en la vida nacional y el PIB per cápita.
En el estudio de 2007 hubo algunas notables ausencias como Bielorrusia, Islandia, Afganistán, Mongolia, Corea del Norte y diversos países africanos, puesto que no existían datos fiables sobre algunos de los 24 indicadores utilizados.

## Críticas
The Economist, al publicarse el índice, adelantó que recibiría críticas adversas. Según dicha publicación una de las mismas sería que el índice otorga una elevada puntuación a aquellos países que disfrutan de la paz precisamente porque otros (frecuentemente EEUU), se ocupan de su defensa. Por lo que el verdadero valor del índice no estaría en la clasificación estática de los países sino en observar cómo la misma cambiaba con el tiempo, registrando los aumentos o descensos en el nivel de paz.
El índice también ha sido criticado por no incluir indicadores específicos sobre la violencia contra las mujeres y los niños. Riane Eisler, escribió en el Christian Science Monitor que "este punto flaco hace que el informe sea muy inexacto".

## Clasificación del índice de paz global del año 2025
Los países considerados más pacíficos obtienen una puntuación más baja. Aquellos cuyas puntuaciones aparecen en verde están entre el 20% más pacífico; los que aparecen en rojo están entre el 20% menos pacífico.
| Puesto | País                            | Puntos |
| ------ | ------------------------------- | ------ |
| 158    | Afganistán                      | 3,229  |
| 52=    | Albania                         | 1,812  |
| 20     | Alemania                        | 1,533  |
| n/a    | Andorra                         |        |
| 76=    | Angola                          | 1,987  |
| n/a    | Antigua y Barbuda               |        |
| 90     | Arabia Saudita                  | 2,035  |
| 92     | Argelia                         | 2,042  |
| 46     | Argentina                       | 1,768  |
| 58     | Armenia                         | 1,893  |
| 18     | Australia                       | 1,505  |
| 4      | Austria                         | 1,294  |
| 95     | Azerbaiyán                      | 2,067  |
| n/a    | Bahamas                         |        |
| 123    | Bangladés                       | 2,318  |
| n/a    | Barbados                        |        |
| 100    | Baréin                          | 2,099  |
| 16     | Bélgica                         | 1,492  |
| n/a    | Belice                          |        |
| 119=   | Bielorrusia                     | 2,267  |
| 112    | Benín                           | 2,211  |
| 153    | Birmania                        | 3,045  |
| 83     | Bolivia                         | 2,005  |
| 59=    | Bosnia y Herzegovina            | 1,895  |
| 43     | Botsuana                        | 1,743  |
| 130    | Brasil                          | 2,472  |
| n/a    | Brunéi                          |        |
| 29     | Bulgaria                        | 1,610  |
| 152    | Burkina Faso                    | 3,016  |
| 133    | Burundi                         | 2,574  |
| 21     | Bután                           | 1,536  |
| n/a    | Cabo Verde                      |        |
| 87=    | Camboya                         | 2,019  |
| 137    | Camerún                         | 2,683  |
| 14=    | Canadá                          | 1,491  |
| 27     | Catar                           | 1,593  |
| 150    | República Centroafricana        | 2,912  |
| 134    | Chad                            | 2,593  |
| 11     | República Checa                 | 1,435  |
| 62     | Chile                           | 1,899  |
| 98     | China                           | 2,093  |
| 68     | Chipre                          | 1,933  |
| 140    | Colombia                        | 2,695  |
| n/a    | Comoras                         |        |
| 103    | República del Congo             | 2,132  |
| 160    | República Democrática del Congo | 3,292  |
| 149    | Corea del Norte                 | 2,911  |
| 41     | Corea del Sur                   | 1,736  |
| 94     | Costa de Marfil                 | 2,066  |
| 54     | Costa Rica                      | 1,843  |
| 19     | Croacia                         | 1,519  |
| 102    | Cuba                            | 2,123  |
| 8      | Dinamarca                       | 1,393  |
| n/a    | Dominica                        |        |
| 79=    | República Dominicana            | 1,996  |
| 129    | Ecuador                         | 2,459  |
| 107    | Egipto                          | 2,157  |
| 104    | El Salvador                     | 2,136  |
| 52=    | Emiratos Árabes Unidos          | 1,812  |
| 132    | Eritrea                         | 2,542  |
| 28     | Eslovaquia                      | 1,609  |
| 9      | Eslovenia                       | 1,409  |
| 25     | España                          | 1,578  |
| 128    | Estados Unidos                  | 2,443  |
| 24     | Estonia                         | 1,559  |
| 138    | Etiopía                         | 2,688  |
| 105    | Filipinas                       | 2,148  |
| 10     | Finlandia                       | 1,420  |
| n/a    | Fiyi                            |        |
| 74     | Francia                         | 1,967  |
| 117    | Gabón                           | 2,238  |
| 55     | Gambia                          | 1,855  |
| 109    | Georgia                         | 2,185  |
| 61     | Ghana                           | 1,898  |
| n/a    | Granada                         |        |
| 45     | Grecia                          | 1,764  |
| 108    | Guatemala                       | 2,174  |
| 118    | Guinea                          | 2,253  |
| 101    | Guinea-Bisáu                    | 2,112  |
| 82     | Guinea Ecuatorial               | 2,004  |
| 106    | Guyana                          | 2,149  |
| 141    | Haití                           | 2,731  |
| 124=   | Honduras                        | 2,347  |
| 17     | Hungría                         | 1,500  |
| 115    | India                           | 2,229  |
| 49     | Indonesia                       | 1,786  |
| 147    | Irak                            | 2,862  |
| 142    | Irán                            | 2,750  |
| 2      | Irlanda                         | 1,260  |
| 1      | Islandia                        | 1,095  |
| 155    | Israel                          | 3,108  |
| 33     | Italia                          | 1,662  |
| 93     | Jamaica                         | 2,047  |
| 12     | Japón                           | 1,440  |
| 72     | Jordania                        | 1,957  |
| 56     | Kazajistán                      | 1,875  |
| 127    | Kenia                           | 2,392  |
| 78     | Kirguistán                      | 1,988  |
| n/a    | Kiribati                        |        |
| 63     | Kosovo                          | 1,908  |
| 31     | Kuwait                          | 1,642  |
| 47     | Laos                            | 1,783  |
| 119=   | Lesoto                          | 2,267  |
| 22=    | Letonia                         | 1,558  |
| 136    | Líbano                          | 2,674  |
| 70     | Liberia                         | 1,939  |
| 131    | Libia                           | 2,478  |
| n/a    | Liechtenstein                   |        |
| 22=    | Lituania                        | 1,558  |
| n/a    | Luxemburgo                      |        |
| 51     | Macedonia del Norte             | 1,799  |
| 59=    | Madagascar                      | 1,895  |
| 13     | Malasia                         | 1,469  |
| 71     | Malaui                          | 1,955  |
| n/a    | Maldivas                        |        |
| 154    | Mali                            | 3,061  |
| n/a    | Malta                           |        |
| 85     | Marruecos                       | 2,012  |
| n/a    | Islas Marshall                  |        |
| 26     | Mauricio                        | 1,586  |
| 110    | Mauritania                      | 2,204  |
| 135    | México                          | 2,636  |
| n/a    | Estados Federados de Micronesia |        |
| 66     | Moldavia                        | 1,918  |
| n/a    | Mónaco                          |        |
| 37     | Mongolia                        | 1,719  |
| 34     | Montenegro                      | 1,685  |
| 121    | Mozambique                      | 2,273  |
| 50     | Namibia                         | 1,789  |
| n/a    | Nauru                           |        |
| 76=    | Nepal                           | 1,987  |
| 111    | Nicaragua                       | 2,207  |
| 143    | Níger                           | 2,759  |
| 148    | Nigeria                         | 2,869  |
| 32     | Noruega                         | 1,644  |
| 3      | Nueva Zelanda                   | 1,282  |
| 42     | Omán                            | 1,738  |
| 14=    | Países Bajos                    | 1,491  |
| 144    | Pakistán                        | 2,797  |
| n/a    | Palaos                          |        |
| 145    | Palestina                       | 2,811  |
| 84     | Panamá                          | 2,006  |
| 116    | Papúa Nueva Guinea              | 2,230  |
| 75     | Paraguay                        | 1,981  |
| 96     | Perú                            | 2,073  |
| 36     | Polonia                         | 1,713  |
| 7      | Portugal                        | 1,371  |
| 30     | Reino Unido                     | 1,634  |
| 91     | Ruanda                          | 2,036  |
| 38=    | Rumania                         | 1,721  |
| 163    | Rusia                           | 3,441  |
| n/a    | Islas Salomón                   |        |
| n/a    | Samoa                           |        |
| n/a    | San Cristóbal y Nieves          |        |
| n/a    | San Marino                      |        |
| n/a    | San Vicente y las Granadinas    |        |
| n/a    | Santa Lucía                     |        |
| n/a    | Santo Tomé y Príncipe           |        |
| 69     | Senegal                         | 1,936  |
| 64=    | Serbia                          | 1,914  |
| n/a    | Seychelles                      |        |
| 57     | Sierra Leona                    | 1,887  |
| 6      | Singapur                        | 1,357  |
| 157    | Siria                           | 3,184  |
| 151    | Somalia                         | 2,983  |
| 97     | Sri Lanka                       | 2,075  |
| 99     | Suazilandia                     | 2,094  |
| 124=   | Sudáfrica                       | 2,347  |
| 161    | Sudán                           | 3,323  |
| 156    | Sudán del Sur                   | 3,117  |
| 35     | Suecia                          | 1,709  |
| 4      | Suiza                           | 1,294  |
| 86     | Tailandia                       | 2,017  |
| 40     | Taiwán                          | 1,730  |
| 73     | Tanzania                        | 1,965  |
| 79=    | Tayikistán                      | 1,996  |
| 44     | Timor Oriental                  | 1,758  |
| 126    | Togo                            | 2,381  |
| n/a    | Tonga                           |        |
| 89     | Trinidad y Tobago               | 2,020  |
| 81     | Túnez                           | 1,998  |
| 87=    | Turkmenistán                    | 2,019  |
| 146    | Turquía                         | 2,852  |
| n/a    | Tuvalu                          |        |
| 162    | Ucrania                         | 3,434  |
| 113    | Uganda                          | 2,217  |
| 48     | Uruguay                         | 1,784  |
| 67     | Uzbekistán                      | 1,926  |
| n/a    | Vanuatu                         |        |
| n/a    | Ciudad del Vaticano             |        |
| 139    | Venezuela                       | 2,692  |
| 38=    | Vietnam                         | 1,721  |
| 159    | Yemen                           | 3,262  |
| 122    | Yibuti                          | 2,276  |
| 64=    | Zambia                          | 1,914  |
| 114    | Zimbabue                        | 2,223  |

## Clasificación del índice de paz global de años previos
Los países considerados más pacíficos obtienen una puntuación más baja. Aquellos cuyas puntuaciones aparecen en verde están entre el 20% más pacífico; los que aparecen en rojo están entre el 20% menos pacífico.
| País                            | 2019 Puesto | 2019 Puntos | 2010 Puesto | 2010 Puntos | 2007 Puesto | 2007 Puntos |
| ------------------------------- | ----------- | ----------- | ----------- | ----------- | ----------- | ----------- |
| Afganistán                      | 163         | 3,574       | 153         | 3.379       | n/a         |             |
| Albania                         | 51          | 1,821       | 54          | 1.850       | n/a         |             |
| Alemania                        | 22          | 1,547       | 21          | 1.328       | 12          | 1,523       |
| Andorra                         | n/a         |             | n/a         |             | n/a         |             |
| Angola                          | 77          | 2,012       | 81          | 2.059       | 112         | 2,587       |
| Antigua y Barbuda               | n/a         |             | n/a         |             | n/a         |             |
| Arabia Saudita                  | 129         | 2,409       | 119         | 2.356       | 90          | 2,246       |
| Argelia                         | 111         | 2,219       | 109         | 2.260       | 107         | 2,503       |
| Argentina                       | 75          | 1,989       | 71          | 2.013       | 52          | 1,923       |
| Armenia                         | 118         | 2,294       | 108         | 2.248       | n/a         |             |
| Australia                       | 13          | 1,419       | 12          | 1.398       | 25          | 1,664       |
| Austria                         | 4           | 1,291       | 14          | 1.392       | 10          | 1,483       |
| Azerbaiyán                      | 130         | 2,425       | 117         | 2.327       | 101         | 2,448       |
| Bahamas                         | n/a         |             | n/a         |             | n/a         |             |
| Bangladés                       | 101         | 2,128       | 105         | 2.239       | 86          | 2,219       |
| Barbados                        | n/a         |             | n/a         |             | n/a         |             |
| Baréin                          | 124         | 2,357       | 124         | 2.403       | 62          | 1,995       |
| Bélgica                         | 18          | 1,533       | 20          | 1.495       | 11          | 1,498       |
| Belice                          | n/a         |             | n/a         |             | n/a         |             |
| Bielorrusia                     | 97          | 2,115       | 87          | 2.109       | n/a         |             |
| Benín                           | 72          | 1,986       | 67          | 1.964       | n/a         |             |
| Birmania                        | 125         | 2,393       | 125         | 2.405       | 108         | 2,524       |
| Bolivia                         | 85          | 2,044       | 74          | 2.040       | 69          | 2,052       |
| Bosnia y Herzegovina            | 81          | 2,019       | 85          | 2.077       | 75          | 2,089       |
| Botsuana                        | 30          | 1,676       | 25          | 1.628       | 42          | 1,786       |
| Brasil                          | 116         | 2,271       | 109         | 2.260       | 83          | 2,173       |
| Brunéi                          | n/a         |             | n/a         |             | n/a         |             |
| Bulgaria                        | 26          | 1,607       | 22          | 1.545       | n/a         |             |
| Burkina Faso                    | 104         | 2,176       | 126         | 2.407       | n/a         |             |
| Burundi                         | 135         | 2,520       | 128         | 2.417       | n/a         |             |
| Bután                           | 15          | 1,506       | 13          | 1.401       | 19          | 1,611       |
| Cabo Verde                      | n/a         |             | n/a         |             | n/a         |             |
| Camboya                         | 89          | 2,066       | 75          | 2.041       | 85          | 2,197       |
| Camerún                         | 138         | 2,538       | 131         | 2.468       | 76          | 2,093       |
| Canadá                          | 6           | 1,327       | 4           | 1.290       | 8           | 1,481       |
| Catar                           | 31          | 1,696       | 26          | 1.631       | 30          | 1,702       |
| República Centroafricana        | 157         | 3,296       | 151         | 3.223       | n/a         |             |
| Chad                            | 137         | 2,522       | 137         | 2.597       | n/a         |             |
| República Checa                 | 10          | 1,375       | 7           | 1.352       | 13          | 1,524       |
| Chile                           | 27          | 1,634       | 28          | 1.641       | 16          | 1,568       |
| China                           | 110         | 2,217       | 112         | 2.283       | 60          | 1,980       |
| Chipre                          | 63          | 1,914       | 49          | 1.812       | 51          | 1,915       |
| Colombia                        | 143         | 2,661       | 135         | 2.570       | 116         | 2,770       |
| Comoras                         | n/a         |             | n/a         |             | n/a         |             |
| República del Congo             | 121         | 2,323       | 111         | 2.276       | n/a         |             |
| República Democrática del Congo | 155         | 3,218       | 148         | 3.016       | n/a         |             |
| Corea del Norte                 | 149         | 2,921       | 116         | 2.322       | n/a         |             |
| Corea del Sur                   | 56          | 1,867       | 58          | 1.887       | 32          | 1,719       |
| Costa de Marfil                 | 107         | 2,203       | 101         | 2.192       | 113         | 2,638       |
| Costa Rica                      | 33          | 1,706       | 35          | 1.695       | 31          | 1,702       |
| Croacia                         | 28          | 1,645       | 23          | 1.576       | 67          | 2,030       |
| Cuba                            | 91          | 2,073       | 80          | 2.054       | 59          | 1,968       |
| Dinamarca                       | 5           | 1,316       | 3           | 1.247       | 3           | 1,377       |
| Dominica                        | n/a         |             | n/a         |             | n/a         |             |
| República Dominicana            | 84          | 2,041       | 72          | 2.021       | 74          | 2,071       |
| Ecuador                         | 71          | 1,980       | 88          | 2.112       | 87          | 2,219       |
| Egipto                          | 136         | 2,521       | 121         | 2.362       | 73          | 2,068       |
| El Salvador                     | 113         | 2,262       | 102         | 2.215       | 89          | 2,244       |
| Emiratos Árabes Unidos          | 53          | 1,847       | 52          | 1.833       | 38          | 1,747       |
| Eritrea                         | 133         | 2,504       | 122         | 2.379       | n/a         |             |
| Eslovaquia                      | 23          | 1,550       | 18          | 1.455       | 17          | 1,571       |
| Eslovenia                       | 8           | 1,355       | 6           | 1.337       | 15          | 1,539       |
| España                          | 32          | 1,699       | 38          | 1.710       | 21          | 1,633       |
| Estados Unidos                  | 128         | 2,401       | 118         | 2.353       | 96          | 2,317       |
| Estonia                         | 37          | 1,727       | 37          | 1.699       | n/a         |             |
| Etiopía                         | 131         | 2,434       | 127         | 2.411       | 103         | 2,479       |
| Filipinas                       | 134         | 2,516       | 136         | 2.574       | 100         | 2,428       |
| Finlandia                       | 14          | 1,488       | 5           | 1.320       | 6           | 1,447       |
| Fiyi                            | n/a         |             | n/a         |             | n/a         |             |
| Francia                         | 60          | 1,892       | 57          | 1.880       | 34          | 1,729       |
| Gabón                           | 96          | 2,112       | 79          | 2.051       | 56          | 1,952       |
| Gambia                          | 62          | 1,908       | 39          | 1.740       | n/a         |             |
| Georgia                         | 99          | 2,122       | 96          | 2.159       | n/a         |             |
| Ghana                           | 44          | 1,796       | 50          | 1.829       | 40          | 1,765       |
| Granada                         | n/a         |             | n/a         |             | n/a         |             |
| Grecia                          | 65          | 1,933       | 68          | 1.979       | 44          | 1,791       |
| Guatemala                       | 114         | 2,264       | 106         | 2.244       | 93          | 2,285       |
| Guinea                          | 100         | 2,125       | 103         | 2.225       | n/a         |             |
| Guinea-Bisáu                    | 112         | 2,237       | 73          | 2.023       | n/a         |             |
| Guinea Ecuatorial               | 70          | 1,957       | 78          | 2.048       | 71          | 2,059       |
| Guyana                          | 92          | 2,075       | 91          | 2.125       | n/a         |             |
| Haití                           | 87          | 2,052       | 90          | 2.116       | n/a         |             |
| Honduras                        | 123         | 2,341       | 104         | 2.227       | 98          | 2,390       |
| Hungría                         | 21          | 1,540       | 19          | 1.467       | 18          | 1,575       |
| India                           | 141         | 2,605       | 140         | 2.722       | 109         | 2,530       |
| Indonesia                       | 41          | 1,785       | 53          | 1.845       | 78          | 2,111       |
| Irak                            | 159         | 3,369       | 153         | 3.379       | 121         | 3,437       |
| Irán                            | 139         | 2,542       | 132         | 2.532       | 97          | 2,320       |
| Irlanda                         | 12          | 1,390       | 14          | 1.413       | 4           | 1,396       |
| Islandia                        | 1           | 1,072       | 2           | 1.212       | n/a         |             |
| Israel                          | 146         | 2,735       | 141         | 2.740       | 119         | 3,033       |
| Italia                          | 39          | 1,754       | 32          | 1.687       | 33          | 1,724       |
| Jamaica                         | 83          | 2,038       | 89          | 2.113       | 81          | 2,164       |
| Japón                           | 9           | 1,369       | 11          | 1.413       | 5           |             |
| Jordania                        | 77          | 2,012       | 66          | 1.954       | 63          | 1,997       |
| Kazajistán                      | 64          | 1,932       | 64          | 1.918       | 61          | 1,995       |
| Kenia                           | 119         | 2,300       | 123         | 2.398       | 91          | 2,258       |
| Kirguistán                      | 95          | 2,105       | 94          | 2.139       | n/a         |             |
| Kiribati                        | n/a         |             | n/a         |             | n/a         |             |
| Kosovo                          | 86          | 2,049       | 76          | 2.045       | n/a         |             |
| Kuwait                          | 43          | 1,794       | 47          | 1.798       | 46          | 1,818       |
| Laos                            | 45          | 1,801       | 43          | 1.760       | n/a         |             |
| Lesoto                          | 103         | 2,167       | 100         | 2.188       | n/a         |             |
| Letonia                         | 35          | 1,718       | 21          | 1.521       | 47          | 1,848       |
| Líbano                          | 147         | 2,800       | 142         | 2.743       | 114         | 2,662       |
| Liberia                         | 59          | 1,889       | n/a         |             | n/a         |             |
| Libia                           | 156         | 3,285       | 152         | 3.296       | 58          | 1,967       |
| Liechtenstein                   | n/a         |             | n/a         |             | n/a         |             |
| Lituania                        | 38          | 1,728       | 31          | 1.681       | 43          | 1,788       |
| Luxemburgo                      | n/a         |             | n/a         |             | n/a         |             |
| Macedonia del Norte             | 65          | 1,933       | 84          | 2.071       | 82          | 2,170       |
| Madagascar                      | 55          | 1,867       |             |             | 41          | 1,766       |
| Malasia                         | 16          | 1,529       | 15          | 1.416       | 37          | 1,744       |
| Malaui                          | 40          | 1,779       | 45          | 1.775       | 68          | 2,038       |
| Maldivas                        | n/a         |             | n/a         |             | n/a         |             |
| Mali                            | 145         | 2,710       | 139         | 2.700       | n/a         |             |
| Malta                           | n/a         |             | n/a         |             | n/a         |             |
| Marruecos                       | 90          | 2,070       | 82          | 2.063       | 48          | 1,893       |
| Islas Marshall                  | n/a         |             | n/a         |             | n/a         |             |
| Mauricio                        | 24          | 1,562       | 24          | 1.585       | n/a         |             |
| Mauritania                      | 122         | 2,333       | 129         | 2.423       | n/a         |             |
| México                          | 140         | 2,600       | 133         | 2.538       | 79          | 2,125       |
| Estados Federados de Micronesia | n/a         |             | n/a         |             | n/a         |             |
| Moldavia                        | 68          | 1,951       | 63          | 1.912       | 72          | 2,059       |
| Mónaco                          | n/a         |             | n/a         |             | n/a         |             |
| Mongolia                        | 42          | 1,792       | 36          | 1.697       | n/a         |             |
| Montenegro                      | 67          | 1,939       | 60          | 1.893       | n/a         |             |
| Mozambique                      | 94          | 2,099       | 92          | 2.126       | 50          | 1,909       |
| Namibia                         | 60          | 1,892       | 41          | 1.743       | 64          | 2,003       |
| Nauru                           | n/a         |             | n/a         |             | n/a         |             |
| Nepal                           | 76          | 2,003       | 62          | 1.910       | n/a         |             |
| Nicaragua                       | 120         | 2,312       | 99          | 2.185       | 66          | 2,020       |
| Níger                           | 126         | 2,394       | 130         | 2.425       | n/a         |             |
| Nigeria                         | 148         | 2,898       | 143         | 2.816       | 117         | 2,898       |
| Noruega                         | 20          | 1,536       | 34          | 1.693       | 1           | 1,357       |
| Nueva Zelanda                   | 2           | 1,221       | 7           | 1.341       | 2           | 1,363       |
| Omán                            | 69          | 1,953       | 59          | 1.892       | 22          | 1,641       |
| Países Bajos                    | 17          | 1,530       | 17          | 1.453       | 20          | 1,620       |
| Pakistán                        | 153         | 3,072       | 149         | 3.092       | 115         | 2,697       |
| Palaos                          | n/a         |             | n/a         |             | n/a         |             |
| Palestina                       | 142         | 2,608       | 134         | 2.558       | n/a         |             |
| Panamá                          | 47          | 1,804       | 46          | 1.793       | 45          | 1,798       |
| Papúa Nueva Guinea              | 98          | 2,118       | 86          | 2.104       | 88          | 2,223       |
| Paraguay                        | 88          | 2,055       | 69          | 1.995       | 55          | 1,946       |
| Perú                            | 80          | 2,016       | 77          | 2.047       | 70          | 2,056       |
| Polonia                         | 29          | 1,654       | 27          | 1.638       | 27          | 1,683       |
| Portugal                        | 3           | 1,274       | 1           | 1.188       | 9           | 1,481       |
| Reino Unido                     | 45          | 1,801       | 55          | 1.852       | 49          | 1,898       |
| Ruanda                          | 79          | 2,014       | 65          | 1.947       | n/a         |             |
| Rumania                         | 25          | 1,606       |             |             | 26          | 1,682       |
| Rusia                           | 154         | 3,093       | 147         | 2.966       | 118         | 2,903       |
| Islas Salomón                   | n/a         |             | n/a         |             | n/a         |             |
| Samoa                           | n/a         |             | n/a         |             | n/a         |             |
| San Cristóbal y Nieves          | n/a         |             | n/a         |             | n/a         |             |
| San Marino                      | n/a         |             | n/a         |             | n/a         |             |
| San Vicente y las Granadinas    | n/a         |             | n/a         |             | n/a         |             |
| Santa Lucía                     | n/a         |             | n/a         |             | n/a         |             |
| Santo Tomé y Príncipe           | n/a         |             | n/a         |             | n/a         |             |
| Senegal                         | 58          | 1,883       | 51          | 1.832       | 65          | 2,017       |
| Serbia                          | 50          | 1,812       | 48          | 1.809       | 84          | 2,181       |
| Seychelles                      | n/a         |             | n/a         |             | n/a         |             |
| Sierra Leona                    | 52          | 1,822       | 42          | 1.752       | n/a         |             |
| Singapur                        | 7           | 1,347       | 6           | 1.337       | 29          | 1,692       |
| Siria                           | 162         | 3,566       | 153         | 3.379       | 77          | 2,106       |
| Somalia                         | 158         | 3,300       | 150         | 3.212       | n/a         |             |
| Sri Lanka                       | 72          | 1,986       | 69          | 1.995       | 111         | 2,575       |
| Suazilandia                     | 72          | 1,986       | 44          | 1.765       | n/a         |             |
| Sudáfrica                       | 127         | 2,399       | 107         | 2.247       | 99          | 2,399       |
| Sudán                           | 151         | 2,995       | 145         | 2.901       | 120         | 3,182       |
| Sudán del Sur                   | 161         | 3,526       | 153         | 3.379       | n/a         |             |
| Suecia                          | 18          | 1,533       | 9           | 1.356       | 7           | 1,478       |
| Suiza                           | 11          | 1,383       | 16          | 1.421       | 14          | 1,526       |
| Tailandia                       | 116         | 2,278       | 119         | 2.356       | 105         | 2,491       |
| Taiwán                          | 36          | 1,725       | 30          | 1.670       | 36          | 1,731       |
| Tanzania                        | 54          | 1,860       | 61          | 1.904       | n/a         |             |
| Tayikistán                      | 105         | 2,196       | 98          | 2.165       | n/a         |             |
| Timor Oriental                  | 48          | 1,805       | 33          | 1.690       | n/a         |             |
| Togo                            | 108         | 2,205       | 113         | 2.288       | n/a         |             |
| Tonga                           | n/a         |             | n/a         |             | n/a         |             |
| Trinidad y Tobago               | 93          | 2,094       | 83          | 2.070       | 94          | 2,286       |
| Túnez                           | 82          | 2,035       | 95          | 2.152       | 39          | 1,762       |
| Turkmenistán                    | 115         | 2,265       |             |             | n/a         |             |
| Turquía                         | 152         | 3,015       | 144         | 2.869       | 92          | 2,272       |
| Tuvalu                          | n/a         |             | n/a         |             | n/a         |             |
| Ucrania                         | 150         | 2,950       | 146         | 2.905       | 80          | 2,150       |
| Uganda                          | 106         | 2,196       | 93          | 2.137       | 104         | 2,489       |
| Uruguay                         | 34          | 1,711       | 40          | 1.742       | 24          | 1,661       |
| Uzbekistán                      | 102         | 2,166       | 96          | 2.159       | 110         | 2,542       |
| Vanuatu                         | n/a         |             | n/a         |             | n/a         |             |
| Ciudad del Vaticano             | n/a         |             | n/a         |             | n/a         |             |
| Venezuela                       | 144         | 2,671       | 138         | 2.670       | 102         | 2,453       |
| Vietnam                         | 57          | 1,877       | 56          | 1.858       | 35          | 1,729       |
| Yemen                           | 160         | 3,412       | 153         | 3.379       | 95          | 2,309       |
| Yibuti                          | 109         | 2,207       | 115         | 2.301       | n/a         |             |
| Zambia                          | 49          | 1,805       | 29          | 1.667       | 53          | 1,930       |
| Zimbabue                        | 132         | 2,463       | 114         | 2.296       | 106         | 2,495       |

Nota: Hubo cambios en la metodología para los datos del año 2010.

## Índice de Paz México
El Índice de Paz México (IPM) es una de las series de los Índices de Paz Nacionales producidos por el Instituto para la Economía y Paz, publicado el 28 de noviembre de 2013, el cual mide el nivel de paz en México entre el 2003 y 2012. El reporte fue publicado en inglés y español, analiza los beneficios económicos que podrían ocurrir por aumentar la paz, y provee una estimación relacionada al impacto económico que la violencia ha tenido en México. El Índice usa la definición de paz como el Índice de Paz Global, Índice de Paz de Estados Unidos e Índice de Paz del Reino Unido, el cual la define como la ausencia a la violencia o la ausencia al miedo a la violencia.

### Hallazgos
El Índice de Paz de México encontró que la paz mejoró por 7.4% en los últimos dos años, y que México tiene “el más grande potencial que cualquier país en el mundo para superar sus niveles presentes de violencia y construir una sociedad más pacífica."

### Indicadores
El Índice de Paz de México usa siete indicadores para medir la paz a nivel estatal entre el 2003 y el 2012. Estos son:
| Indicador                          | Fuente                                                                   | Descripción |
| ---------------------------------- | ------------------------------------------------------------------------ | --- |
| Homicidio                          | Secretaría Ejecutiva del Sistema Nacional para Seguridad Pública(SESNSP) | Tasa de homicidios por 100,000 personas                                                                              |
| Crimen violento                    | SESNSP                                                                   | Tasa de crimen violento por 100,000 personas                                                                         |
| Crimen de armas                    | SESNSP                                                                   | Tasa de crimen de armas por 100,000 personas                                                                         |
| Encarcelamiento                    | Instituto Nacional de Estadísticas y Geografía (INEGI)                   | Número de personas mandados a prisión cada año por 100,000                                                           |
| Financiamiento Policial            | Secretaría de Hacienda y Crédito Público (SHCP)                          | Financiamiento del gobierno federal a los estados para el Fondo de Contribución de la Seguridad Pública por 100,000  |
| Crimen Organizado                  | SESNSP                                                                   | El número de extorsiones, crímenes relacionados con drogas, ofensas de crímenes organizados y secuestros por 100,000 |
| Eficiencia del Sistema de Justicia | INEGI                                                                    | Proporción de condenas de homicidio al total de homicidios                                                           |

### Los estados más y menos pacíficos en México
Los estados más pacíficos:
| Estado              | Nivel | Puntuación |
| ------------------- | ----- | ---------- |
| Campeche            | 1     | 1.47       |
| Querétaro           | 2     | 1.69       |
| Hidalgo             | 3     | 1.87       |
| Yucatán             | 4     | 1.87       |
| Baja California Sur | 5     | 2.12       |

Los estados menos pacíficos:
| Estado       | Nivel | Puntuación |
| ------------ | ----- | ---------- |
| Quintana Roo | 28    | 3.44       |
| Chihuahua    | 29    | 3.51       |
| Sinaloa      | 30    | 3.70       |
| Guerrero     | 31    | 3.82       |
| Morelos      | 32    | 4.15       |